# Zeeland
Zeeland är en provins i sydvästra Nederländerna med 381 843 invånare (2016). Huvudort är Middelburg.
Zeeland har gett namn åt landet Nya Zeeland, som upptäcktes av en nederländsk expedition.

## Kommuner
Zeeland består av 13 kommuner (gemeenten):

- Borsele
- Goes
- Hulst
- Kapelle
- Middelburg
- Noord-Beveland
- Reimerswaal
- Schouwen-Duiveland
- Sluis
- Terneuzen
- Tholen
- Veere
- Vlissingen